# Uppingham

Uppingham är en mindre ort och en civil parish i grevskapet Rutland i England. Samhället ligger längs väg A47 mellan Leicester och Peterborough, omkring 10 km från Oakham. Ortens järnvägsstation stängdes på 1960-talet. 

## Utbildning
På orten finns skolorna Uppingham School, Uppingham Community College och de två grundskolorna Leighfield och Uppingham church school.

## Sport
Ett av stadens idrottslag är Town F.C.